# Gitschtal
Gitschtal (słoweń. Višprijska dolina) – gmina w Austrii, w kraju związkowym Karyntia, w powiecie Hermagor. Według Austriackiego Urzędu Statystycznego liczyła 1265 mieszkańców (1 stycznia 2015).